# Il giudice Timberlane
Il giudice Timberlane (Cass Timberlane) è un film del 1947 diretto da George Sidney. È ispirato al romanzo omonimo di Sinclair Lewis (1945).

## Trama
Cass Timberlane, un onesto giudice del Minnesota già avanti con gli anni, conosce Ginny mentre sta testimoniando in un processo, se ne innamora e la sposa. Mentre lei, irrequieta, gli dà grattacapi, lui viene chiamato come giudice nel processo contro una società i cui esponenti sono accusati di truffa. La situazione diventa sempre più difficile. Il suo senso del dovere e l’amore per la moglie lo porteranno prendere le decisioni giuste?